# Hollywood Girls
Hollywood Girls : Une nouvelle vie en Californie est une série télévisée française en 203 épisodes d'environ 27 minutes, créée par Alexandre dos Santos, Jérémy Michalak et Thibaut Vales, diffusée entre le 12 mars 2012 et le 6 mars 2015 sur NRJ 12. 
La première saison a été diffusée du 12 mars au 16 avril 2012 ; la deuxième saison a été diffusée du 27 août au 2 novembre 2012 ; la troisième a été diffusée du 18 novembre 2013 au 3 janvier 2014 et la quatrième saison a été diffusée du 5 janvier 2015 au 6 mars 2015.
La série est arrêtée en avril 2015 pour faute d'audience. 

## Synopsis
La série tourne autour de la vie d'Ayem et Caroline, deux meilleures amies qui ont tout quitté en France pour une vie meilleure à Los Angeles.
Elles rencontrent alors Kevin, beau garçon au passé ténébreux, Nicolas, blogueur à succès et Kamel, un apprenti acteur. Chacun tente de vivre son rêve mais leurs parcours sera semé d'embûches car la ville des anges n'est pas de tout repos.

## Distribution

### Acteurs principaux
- Ayem Nour : Ayem Stevens Damico (saisons 1 et 2, invité saison 3)
- Caroline Receveur : Caroline Valès (saisons 1 à 3)
- Kamel Djibaoui : Lui-même (saisons 1 à 4)
- Kevin Miranda : Kevin Mirez (saisons 1 à 4)
- Sylvia Jagieniak : Chloé Jones (saisons 1 et 2)
- Nicolas Suret : Nicolas Klein (saisons 1 à 3)
- Laura Coll : Sandra Klein (saisons 1 à 3)(†)
- David Golis : Dr David Moretti (saisons 2 et 3)
- Nabilla Benattia : Nabilla Valès puis Klein (saisons 2 et 3)
- Shauna Sand : Geny G Moretti (VF Ludovic Lefevre) (saisons 2 et 3, récurrente saison 1)
- Sebastien Soudais : Franck Mirez (saison 3, récurrent saison 2)
- Marine Boudou : Marine Fontana (saison 3)
- Thierry Picaut : Ethan Coste (saison 3)
- Alison Cossenet : Mathilde Valès (saison 3)
- Anthony Gomes : Simon Soares (saison 3)
- Livia Dushkoff : Livia Damico (saison 3)
- Louise Buffet : Jessie Miller (saison 4, récurrente saison 3)
- Maud Verdeyen : Maud Line (saison 4)
- Nadège Lacroix : Nadège Jones (saison 4)
- Nicolas Jacquemart : Nicolas Van (saison 4)
- Gaëlle Garcia Diaz : Maria Brousevar (saison 4)
- Julien Croquet : Craig (saison 4)
- Julien Marlon : Taylor Johnson (saison 4)

### Acteurs récurrents

#### Introduit dans la saison 1
- Elie Haddad : Josh Stevens (saison 1, invité saison 2)(†)
- Charles Fathy / Sacha Azoulay : Barry Stevens (saison 1 et 2)(†)
- Romain Chavent : lui-même (saison 1)
- Guy Roger : Erik Duval (saison 1)
- Mélanie Molnar : Robin Goldberg (saison 1 à 3)
- Franck Victor : Ben / le stalker (saison 1 à 3)
- Fay Svanberg : Kelly Riccie (saison 1)
- Zack Zublena : Drake (saison 1 et 3)
- Clara Morgane : elle-même (saison 1)

#### Introduit dans la saison 2
- Camille Chenut : Alex (saison 2 et 3)
- Guillaume Clément : Anthony Parker / le Baron (saison 2)
- Romain Fourel : Michaël Parker (saison 2 et 3)
- Aline Sap : Lisa Moretti (saison 2)(†)
- Soizic Sap : Lise Moretti (saison 2)(†)
- Julie Baronnie : Barbara Jones (saison 2, invité saison 1)
- Julia Flabat : elle-même
- Sylvia Dierckx : Christina Klein (saison 2 et 3)
- Emmanuelle Choussy : elle-même (saison 2)
- Renaud Roussel : Tony Angeli (saison 2 et 3)
- Pierre Gribling : William Klein (saison 2)
- Patrick Hamel : Thibault Valès (saison 2 et 3)
- Pierre Bourel : Don Spencer (saison 2)
- Matthias Pohll : lui-même (saison 2)
- Rakim Bay : lui-même (saison 2)
- Thomas Langlet : employé de Moretti puis Sandra (saison 2 et 3)

#### Introduit dans la saison 3
- Karin Swenson : Andréa Valès (saison 3)
- Guillaume Pascal : Bastien (saison 3)
- Luis Costa : Eddie Brock (saison 3)
- Zoubir Djouti : Spider (saison 3)
- Romain Dupré : Vinz, le dealer (saison 3)
- Kader Benfers : Dorian, le policier (saison 3)
- Christian Souchon : Dr Taylor (saison 3)
- Amélie Neten : elle-même (saison 3 et 4)
- Thomas Vergara : lui-même (saison 3)
- Samir Benzema : lui-même (saison 3)
- Karine Kaplan : Karine Moretti (saison 3)
- Candice Gavalon : Alice Cruz (saison 3)

#### Introduit dans la saison 4
- Medhi Fieffé : Medhi (saison 4)(†)
- Virginie Philippot : Ginie Van (saison 4)
- Brian Tyler Cohen : James Smith (saison 4)

## Production

### Fiche Technique
- Création : Stéphane Joffre
- Direction de la série : Arnaud Massé, Denis Larrieste
- Casting : Kellyanne O'Callaghan
- Son : Benoit Cauet
- Producteur : Didier Beringuer
- Producteurs exécutifs : Alexandre Dos Santos, Stéphane Joffre, Jérémy Michalak, Fabrice Sopoglian et Thibaut Valès
- Montage : Denis Larrieste
- Sociétés de production : 400 Blows Production, La Grosse Équipe et NRJ 12[6]
- Compagnie de distribution (pour la télévision) : NRJ 12[6]
- Format : 16:9 HD - son : Stéréo - Image : Couleur[7]

### Tournage
La première saison a été tournée à Los Angeles du lundi 16 janvier au mercredi 15 février, pour une diffusion du lundi 12 mars au lundi 16 avril 2012. 
La saison 2 a été tournée du lundi 9 juillet au lundi 8 octobre 2012.
La troisième saison a été tournée du 3 juin au 18 août 2013.
La quatrième saison a été tournée du 15 juillet au 17 septembre 2014.

## Personnages principaux
- Ayem Stevens : Fille de Barry Stevens, sœur de Josh et demi-sœur de Livia, elle part à Los Angeles avec sa meilleure ami Caroline à la suite d'une violente dispute avec sa mère quand elle a découvert qu'elle lui avait caché l'existence de son frère durant 25 ans ; elle va à Los Angeles pour le retrouver.
- Caroline : Meilleure amie de Ayem et Chloé ; elle va à Los Angeles après avoir rompu avec son fiancé la veille de son mariage.
- Sandra Klein : Actrice, sœur de Nicolas et meilleure amie de Chloé.
- Nicolas Klein : Frère de Sandra, et meilleur ami de Kevin et Kamel ; il anime un blog d'actualité sur les stars et les célébrités de Hollywood.
- Kevin Mirez : Meilleur ami de Kamel et Nicolas, et coach sportif ; il est allé à Los Angeles pour espérer devenir acteur de cinéma et également fuir son passé de France.
- Kamel : Meilleur ami de Kevin et Nicolas ; il débarque à Los Angeles, en étant tout d'abord barman, puis comédien.
- Chloé Jones : Meilleure amie d'Ayem, Sandra et Caroline ; elle est à la tête de HollyCom, une agence de communication appartenant à sa mère.
- Geny G : Agente artistique la plus influente de Los Angeles, et femme du Dr Moretti ; elle est l'agente de Sandra et Kevin, elle est également à la tête d'un réseau de prostitution dans lequel Sandra et Kevin sont contraints de se prostituer pour elle.
- Dr Moretti : Chirurgien esthétique le plus influent de Los Angeles, et mari de Geny G ; il est également membre d'un réseau mafieux criminel dirigé par Anthony Parker surnommé le Baron, qui opère dans le désert des Mojaves.
- Franck Mirez : Frère adoptif de Kevin ; il se rend à Los Angeles pour le rejoindre.
- Tony Angeli : Mafieux et ex associé de Kevin et Franc ; il va à Los Angeles pour retrouver Kevin, afin qu'il lui régler sa dette.
- Anthony Parker : Père biologique de Chloé, et chef du réseau mafieux et criminel opérant dans le désert des Mojaves où il est surnommé le Baron, où le Dr Moretti est un membre et associé.
- Livia : Demi-sœur d'Ayem, elle part à Los Angeles, pour enquêter et retrouver sa sœur disparue et venger les responsables de sa disparation.
- Alex : Détective privé, mandaté par son meilleur ami Nicolas, pour enquêter sur les activités de Geny G et du Dr Moretti.
- Nabilla : Pire ennemie et ancienne camarade de lycée de Caroline, elle débarque à Los Angeles en tant que nouvelle belle-mère de Caroline désireuse de se venger d’elle.

## Épisodes

### Saison 1 (2012)
La saison 1 compte 25 épisodes et un hors-série. L'épisode hors-série « Les amours impossibles » a été réalisé à partir d'images de la série et quelques scènes inédites complètent cet épisode retraçant les différentes histoires d'amour de la série. 
Synopsis
Ayem se dispute avec sa mère après avoir découvert qu'elle lui cachait l’existence de son demi-frère vivant à Los Angeles : Josh, fils du réalisateur multimillionnaire Barry Stevens. Elle décide de s'envoler pour Los Angeles afin de trouver cette famille qu'elle ne connaît pas et emmène avec elle, Caroline, sa meilleure amie qui a fui son fiancé la veille de son mariage. Une fois à L.A, Ayem et Caroline emménagent dans la résidence de Chloé Jones, une amie d'enfance à la tête d'une agence de communication, HollyCom, qui est elle-même en colocation avec l'actrice de « Paris Connection » Sandra Klein, personnage antagoniste de la série. Mais la vie à Los Angeles n'est pas un long fleuve tranquille et les embûches nombreuses.
1. Bienvenue à Los Angeles
2. Ça reste entre nous
3. Elle est parfaite pour moi
4. J'ai rien à faire ici
5. Méfie-toi vraiment
6. C'est à prendre ou à laisser
7. J'ai un plan
8. Je ne peux plus faire ça
9. C'est soit elles, soit moi
10. Je n'arrête pas de penser à lui
11. Pas un mot à Sandra
12. Je suis prête à tout
13. C'est juste catastrophique
14. J'en ai parlé à personne
15. J'ai du mal à comprendre
16. Tu peux pas me dire ça
17. Il faudrait un miracle
18. C'est fini, oublie-moi
19. Je vais tout arranger
20. Il est vraiment fou de toi
21. J'ai quelque chose pour toi
22. J'ai un scoop énorme
23. On va tout balancer
24. Tout est sous contrôle
25. Il faut que je parte
26. Les amours impossibles (Hors-série)

### Saison 2 (2012)
Cette saison est diffusée du 27 août au 2 novembre 2012. La saison 2 compte 71 épisodes.
Synopsis
La saison s'ouvre sur l'enterrement supposé d'Ayem après un crash d'avion mais on découvre rapidement qu'il s'agit de celui de son frère, Josh, assassiné par le clan Moretti afin qu'il ne divulgue pas leurs activités. En effet, ce dernier était associé au réseau d'escorting de Geny G, femme du chirurgien David Moretti, chef d'un réseau de trafic d'organes. Caroline est sans nouvelles de son petit ami, Kevin, ex-gigolo du réseau de Geny G. Ce dernier a été enlevé afin qu'il ne donne aucune information à Nicolas Klein, un blogueur influent qui voulait révéler aux médias le réseau mafieux. Kevin est désormais marié à Lisa, la fille du Dr Moretti et semble être passé du côté ennemi. Chloé a dû recapitaliser HollyCom et va être confrontée à Anthony Parker, un homme d'affaires nébuleux dont le fils, Michael, sera placé à la codirection. Sandra Klein, la sœur de Nicolas, profite de la mort de Josh pour remettre sa carrière à flot et tombera dans tous les excès du showbiz. Les indices sur les Moretti laissés par Josh vont mener les amis d'Ayem à de grands dangers...
1. Je ne te connais pas
2. Toi aussi tu me manques
3. Laisse-lui une chance
4. Je ne fais rien de mal
5. Je n'ai rien à te dire
6. J'ai une bonne raison
7. Tu joues à quoi ?
8. Je joue un double jeu
9. Tu n'as pas le choix
10. Je te crois vraiment
11. Carpe diem
12. Je vais le détruire
13. Tu ne changeras jamais
14. J'ai tout perdu
15. C'est la guerre
16. On va les faire tomber
17. J'ai la solution
18. On repart à zéro
19. Tu es un homme mort
20. Je cherche ton frère
21. Ce n'était pas un accident
22. Il est là
23. Tu as ma parole
24. On n'a plus rien à se dire
25. Fais attention à toi
26. Tu es en danger
27. C'est un cauchemar
28. Je ne vais pas me laisser faire
29. Ouvre les yeux
30. Qui peut t'en vouloir ?
31. Je ne veux plus te voir
32. J'ai changé
33. Pas un mot à Caro
34. J'ai tellement peur
35. Laisse mon frère tranquille
36. On est prêt
37. J'aurai dû t'écouter
38. Tu peux compter sur moi
39. C'est ta dernière chance
40. Je tiens trop à toi
41. On va les doubler
42. Mission impossible
43. Tu m'as trahi
44. Comment tu peux me faire ça ?
45. Je prends ta place
46. Tu sais où me trouver
47. On n'en parle à personne
48. Je vais la détruire
49. Je ne suis pas folle
50. Je compte sur toi
51. Elle veut ma mort
52. J'ai tout entendu
53. Je te l'avais dit
54. Tu te trompes
55. On m'a piégé
56. Oublie moi
57. Rien ne pourra nous séparer
58. J'ai besoin de temps
59. Je la déteste
60. Il faut qu'on parle
61. On avait un deal
62. Je suis au courant
63. Je t'ai menti
64. C'est plus fort que moi
65. Tu te voiles la face
66. Il faut le coincer
67. Vous m'aviez promis
68. Tu m'as tout pris
69. Tu n'es pas la bienvenue
70. Tu es sûre de toi ?
71. Il est l'heure de payer

### Saison 3 (2013-2014)
Cette saison est diffusée du 18 novembre 2013 au 3 janvier 2014. La saison 3 compte 55 épisodes.
Synopsis
La troisième saison s'ouvre sur le mariage de Nabilla avec un homme dont on ne voit pas le visage. Geny G arrive en furie pour empêcher cette union mais est évacuée par la sécurité. La cérémonie reprend mais Caroline surgit à son tour et accuse son ex-belle mère, Nabilla, d'avoir assassiné Ayem juste avant d'avoir une attaque cardiaque. Retour quelques mois plus tôt... Les amis d'Ayem ont mis à jour les activités des Moretti mais ces derniers n'ont pas dit leur dernier mot. Ils rachètent HollyCom via Nabilla qui vide également les comptes du père de Caroline, licencient cette dernière et Chloé qui quitte alors Los Angeles avec Nicolas puis kidnappent Ayem afin de lui voler sa fortune héritée de son père décédé. Caroline garde de profondes séquelles de sa tentative d'assassinat et est en couple avec Franck depuis que Kevin est dans le coma. Ruinée par Nabilla, sa famille va se reformer puisque sa mère et sa sœur vont arriver à Los Angeles. Ayem est déclarée morte par les autorités bien que son corps n'ait jamais été retrouvé et Sandra qui participa involontairement à son enlèvement veut la venger et doit faire face à ses démons. Kamel continue l'écriture de son film Yes we Kamel avec le réalisateur Ethan Costes... Lorsque Livia, une journaliste de Singapour, débarque pour enquêter sur le passé de chacun afin de faire tomber les responsables de la mort d'Ayem, ce sont tous les projets des différents protagonistes qui sont remis en question.
1. Reviens à la vie
2. Il a laissé quelque chose
3. Je ne mentirai plus !
4. Un nouveau secret
5. Tu es vivant !
6. Je ne pensais jamais te revoir
7. On fait une trêve
8. Une main tendue
9. Désolée, je peux pas
10. Il faut que je te dise la vérité
11. Comment tu as pu me cacher ça
12. La vérité, toute la vérité, rien que la vérité
13. De bien belles rencontres
14. Le hasard est bien fait ?
15. Ce n'est pas l'envie qui manque
16. Je suis sûr que c'est elle
17. Travaillons ensemble !
18. Non mais t'es dingue ou quoi ?
19. Je rentre en France !
20. Je ne suis pas prête
21. J'ai besoin de temps
22. Merci d'être aussi franc
23. Si tu lui fais le moindre mal...!
24. Redeviens qui tu es
25. J'ai enfin choisi
26. Entre la vie et la mort
27. Qui va s'occuper de moi si t'es pas là
28. S'il te plaît
29. L'opération de la dernière chance
30. Le bout du tunnel
31. C'est toi que je veux
32. On ne joue pas avec les gens comme ça
33. Tout est de ma faute
34. Des dommages irréversibles
35. Et si c'était moi la reine de la soirée
36. Veux-tu être mon chef-d'œuvre
37. Ici c'est l'Amérique
38. Fais le pour moi
39. Promets de ne le dire à personne
40. Tu m'avais fait une promesse
41. Tout va bien je t'assure
42. J'ai peur qu'il comprenne
43. Je ne veux pas mélanger amour et carrière
44. On a perdu une bataille
45. J'ai toujours su que cela allait fonctionner
46. Elle n'est pas si méchante
47. On va régler nos comptes
48. Ce n'est pas moi qui tire les ficelles
49. Tu nous manques
50. Le grand soir
51. Je veillerai sur toi
52. Avoir du cœur
53. Plus qu'un chapitre
54. Elle veut ma mort
55. J'ai gagné

### Saison 4 (2015)
Cette saison est diffusée du 5 janvier 2015 au 6 mars 2015. Elle se passe 2 ans après les événements survenus lors de la saison 3. Nicolas Suret, Laura Coll, Marine Boudou et Caroline Receveur ne font pas partie de cette nouvelle saison. La saison 4 est entièrement tournée à Los Angeles et compte 51 épisodes.
Synopsis
Deux ans se sont écoulés depuis l'assassinat de Sandra par le Dr Moretti. Son frère, Nicolas a disparu avec la fortune de Nabilla et Caroline a quitté Kevin. Depuis le départ de cette dernière, Kevin a refait sa vie avec Maud, une blogueuse mode, qu'il a demandée en mariage. Malheureusement, le renouvellement de son visa lui est refusé et l'oblige à rentrer en France. L’ex de Kamel, Jessie, sa colocataire américaine, lui propose de faire un mariage blanc, pratique illégale et non sans risques, qui lui permettrait de rester indéfiniment aux États-Unis. De son côté, Maud intègre la Craig Fashion Industry en tant que créatrice de mode où elle retrouve ses amies Nadège, photographe, et Maria, assistante de direction.
1. Amour, travail et colocation
2. Mauvaises surprises
3. Ne jamais baisser les bras
4. Maladresses en série
5. Happy End
6. Fiasco sur fiasco
7. Oui !
8. Questions pour l'immigration
9. Erreurs à la chaîne
10. Un mensonge peut en cacher un autre
11. Rien ne va plus
12. Le chantage
13. Premier lapin
14. Mea culpa
15. Relooking extrême
16. Faux semblants
17. La main dans le sac
18. Amélie
19. En flag
20. L'incruste
21. Le dérapage
22. The End ?
23. L'accident
24. Les grands changements
25. Cassiopée
26. Gossip
27. Joyeux Anniversaire
28. Les comptes sont bons
29. Sex Friends
30. Les retrouvailles
31. Aller simple pour la France
32. Rien à sauver
33. Le poème du siècle
34. Vérité à la clé
35. Le défilé
36. Une déclaration d'amour
37. Christina
38. Ginie s'incruste
39. Bon anniversaire Maud
40. Les yeux fermés
41. Une victoire au forceps
42. L'union fait la force
43. La passion retrouvée
44. Comme dans un film d'horreur
45. Pyjama et barbecue
46. Retour de flammes
47. Tous ensemble
48. Jeu collectif
49. Le temps qui court
50. Tout près du but
51. Le jour J

## Lieux
L'action de la série s'effectue en quasi-totalité dans la région de Los Angeles. Mais il faut noter que seules les saisons 1 et 4 ont été entièrement tournée dans cette ville ; les saisons 2 et 3 ont été tournée à moitié dans des studios français. Seules les prises de vues extérieures ont été tournées à Los Angeles. C'est ainsi que l'intérieur des appartements de Chloé et Sandra, le bureau de Geny G, le cabinet et la maison du Dr Moretti, l'agence d'Alex, l'hôpital et le Stevens Cafe sont des décors. Par ailleurs, la plupart des prises extérieures ne se trouvent souvent pas dans les quartiers sous-titrés à l'écran. Par exemple, dans la saison 2, les bureaux de Chloé et Geny G se situent à Mid-Wilshire, non pas à Beverly Hills ou Downtown L.A. comme stipulé dans la série,.

## Générique
La chanson du générique constituant les saisons 1 à 3 s'intitule Girls Just Want To Have Fun (Shaggy, Eve) tandis que la chanson du générique de la saison 4 s'intitule The New Biginning, interprétée par Maud Verdeyen.

## Accueil

### Réception critique
La réception critique de la série est majoritairement négative - le jeu de comédiens ou la qualité des dialogues et des ressorts dramatiques ayant été largement pointés du doigt par la presse.
L'Express évoque un « manque de professionnalisme criant », ainsi qu'un « mélange des genres [qui] donne un piètre jeu d'acteur et des dialogues peu inspirés ». Le Parisien évoque du « Rohmer ou Lelouch, mais [en] version low cost ». Libération s'amuse du concept et de sa « très écologique entreprise de recyclage des déchets de Secret Story, Dilemme et autre Loft Story». Et le quotidien de décrire le programme en ces termes :

« Hollywood Girls n’est que ça, un enfilage de saynètes entrecoupées d’intermèdes touristiques de 10 secondes à base de palmiers, de buildings et de Rodeo Drive. On pourrait se moquer du jeu des acteurs mais ce ne serait pas classe. Bon d’accord. Disons que l’improvisation imposée par le modèle économique donne des dialogues totalement décousus où les acteurs, à force de ne pas trouver leurs mots, balancent d’incessants « enfin, on verra bien » et jouent des lèvres. Pincées égale tristesse, dégoût, mécontentement. Ouvertes égale désir, étonnement et oxygénation du cerveau. Et ça se complique avec les acteurs moyennement francophones. Dont l’Américaine Shauna Sand. Qui ça ? Shauna, qui porte sur son visage l’intégralité du dossier d’accusation des prothèses PIP, c’est l’ex de Romain de Secret Story 3. Et aussi l’héroïne principale d’une vidéo de genre. Ici, elle est Geny G., la méchante qui prostitue à peu près la moitié du casting de Hollywood Girls, hélas. Et qu’ils ne se rebellent pas sinon Geny G. s’emporte, son silicone tremblant de rage : « Chéwie, je peux changer ta cawièwe, je peux te gwiller dans tout Hollywood ». Las, Geny G. perd peu à peu de son influence : même Kevin ne veut plus faire la pute « avec des daronnes de 40 ans » . L’une de ces Californiennes, il est vrai, sacrément zombifiée, s’en trouve marrie : « SI TU SOWTIS, TU JAMIS WETWAVAILLIS ENCOWE ! JE PEUX WUINER TOI ! » »

.L'émission Touche pas à mon poste ! s'amuse souvent à critiquer la série. Gérard Louvin pense que Hollywood Girls est « vulgaire en tout » tandis que Christophe Carrière dit qu'« il y a quelque chose d’intéressant, on voit les limites artistiques de toutes ces pseudo-vedettes de la télé-réalité »[réf. nécessaire].
En revanche, les audiences des premières saisons ont « permis à la chaîne de la TNT d'être deuxième chaîne nationale sur cette cible derrière TF1 ».  

## Produits dérivés
Une compilation de chansons diffusée lors de la saison 3 a été commercialisée : Hollywood Girls 3 - La compilation officielle.